# مترو دالیان
مترو دالیان (انگلیسی: Dalian Metro) سیستم قطار شهری زیرزمینی در شهر دالیان، لیاونینگ، چین است.
این مترو که در سال ۲۰۰۲ تأسیس شده دارای ۶ خط، ۱۰۷ ایستگاه و ۲۱۳ کیلومتر طول است.

## نگارخانه

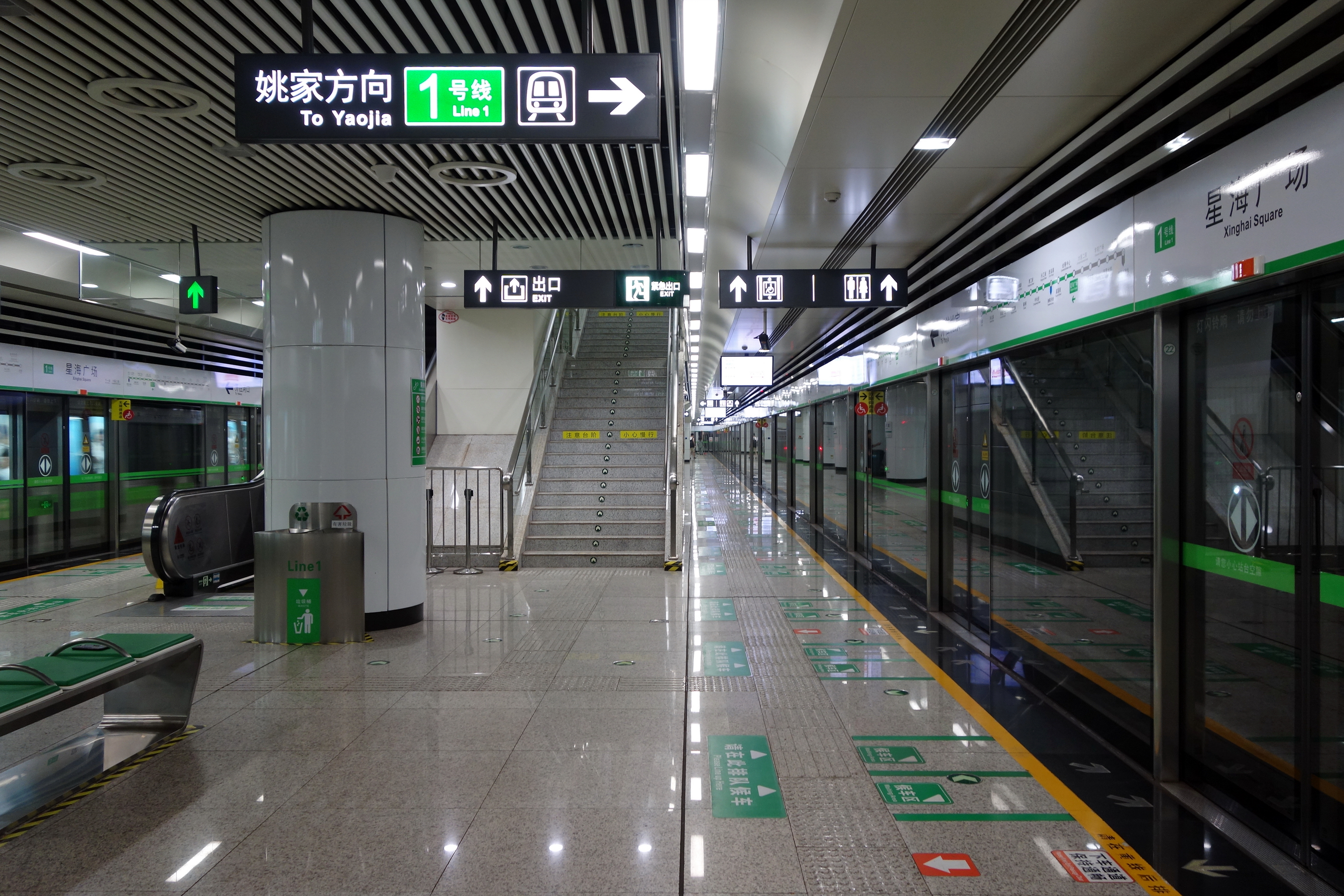
ایستگاه میدان شینگهای در خط ۱
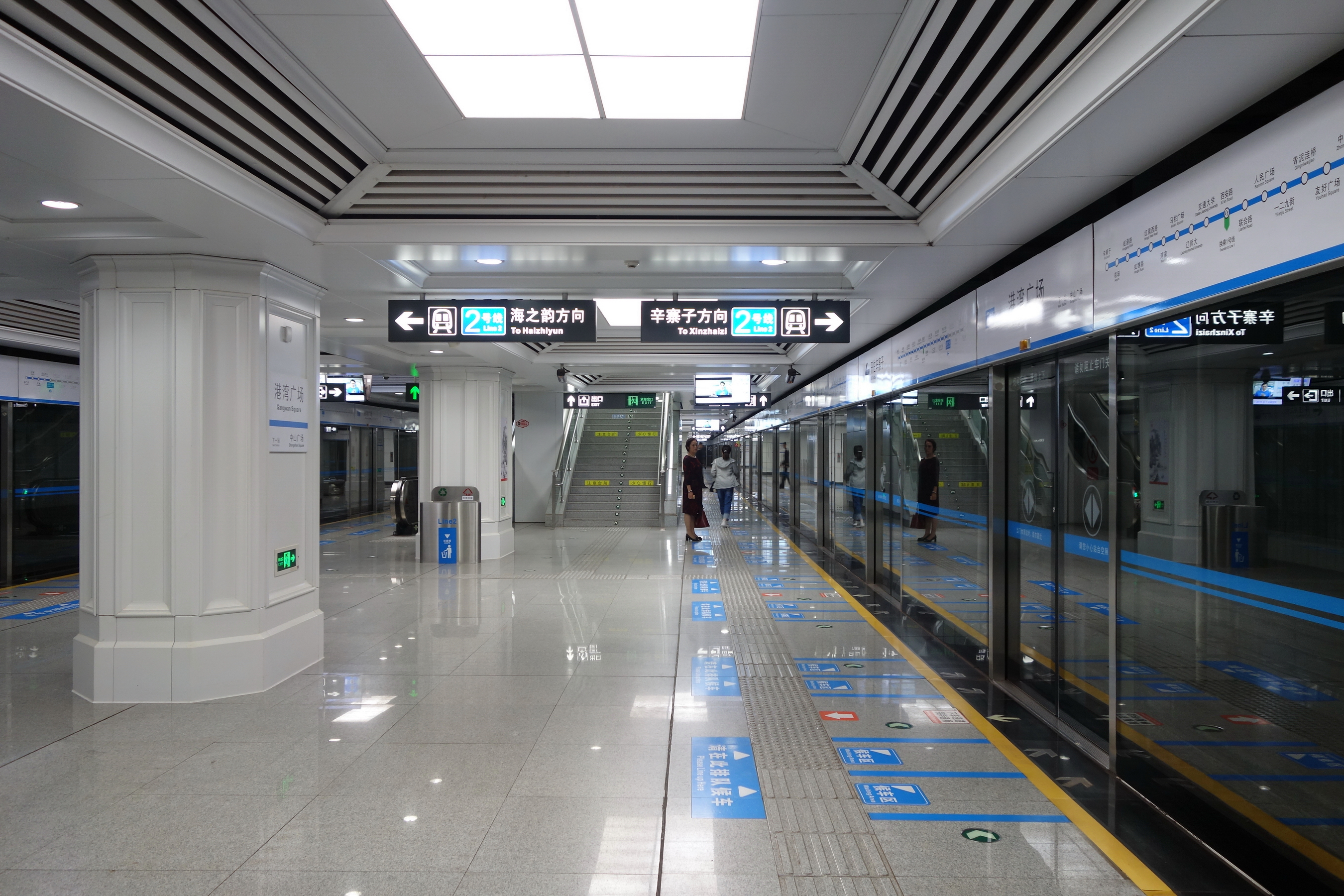
ایستگاه میدان گانگوان در خط ۲
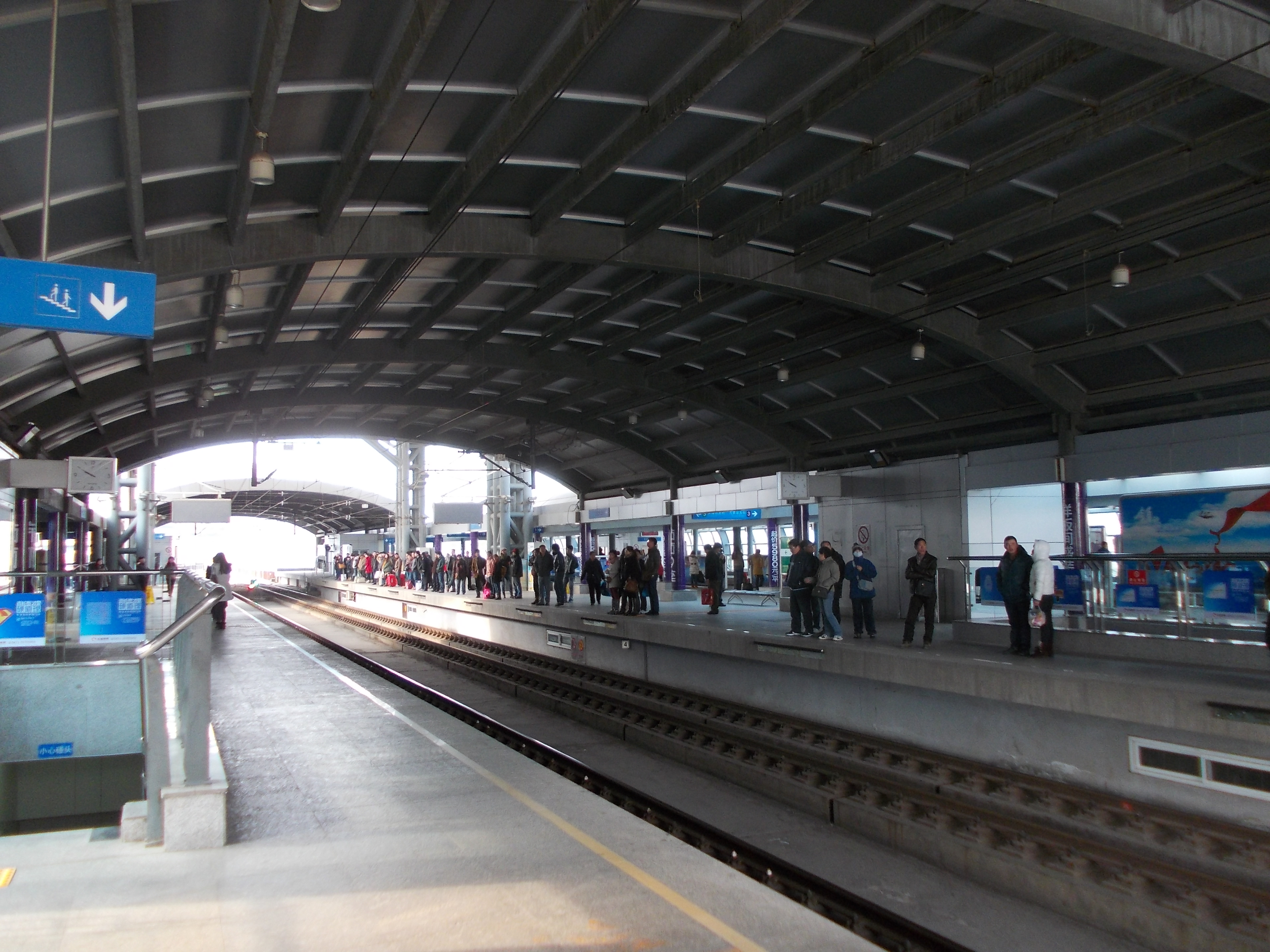
ایستگاه منطقه توسعه دالیان در خط ۳
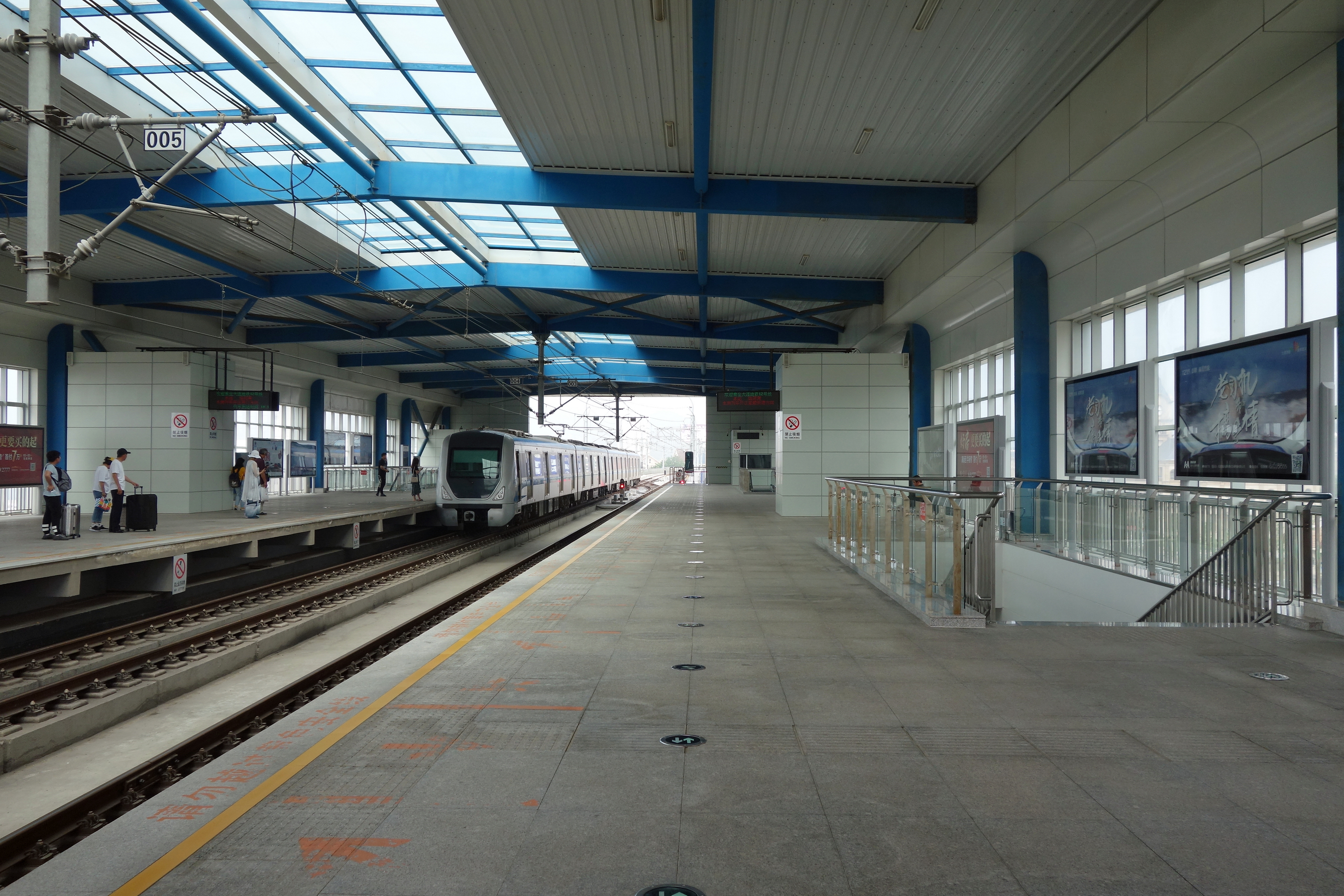
ایستگاه تاهوان در خط ۱۲